# Auf de schwäbsche Eisebahne

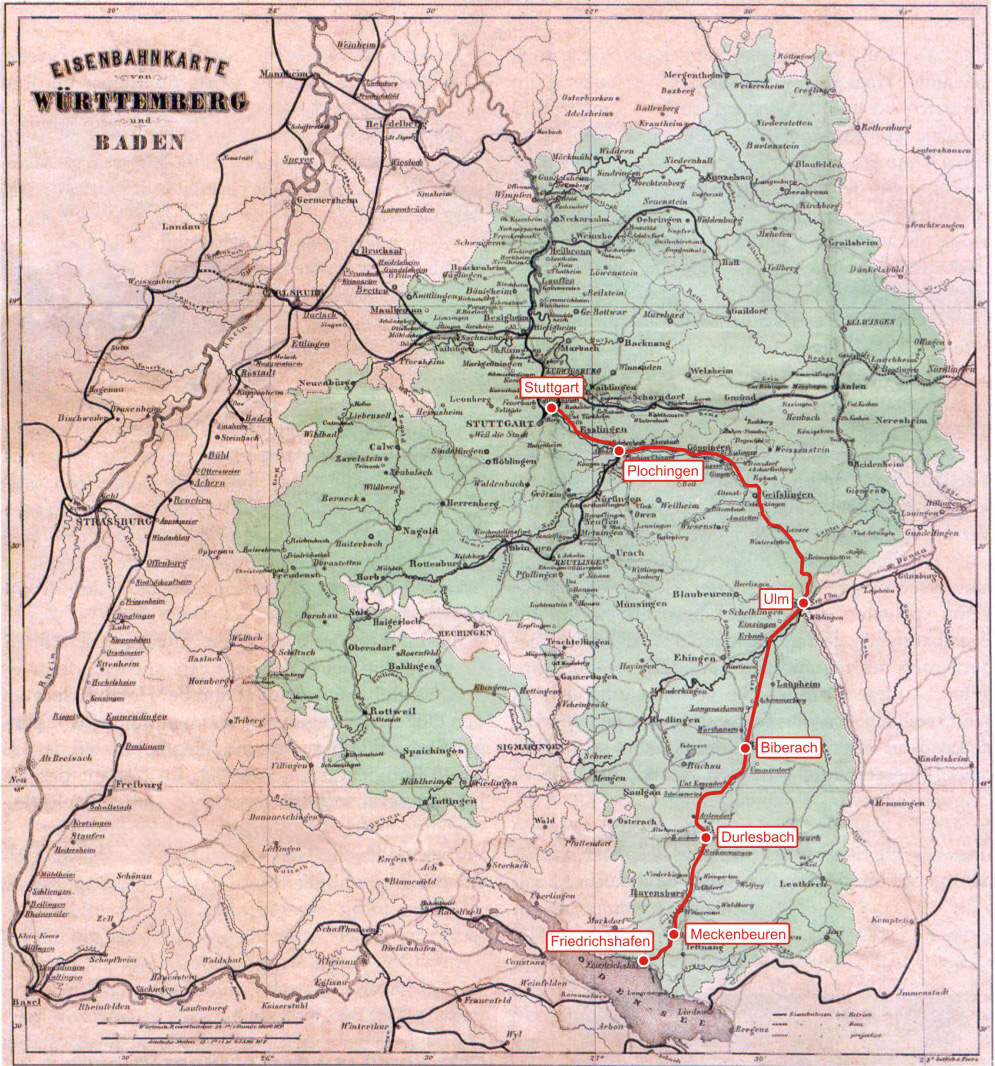
Verlaufskarte mit den besungenen Stationen

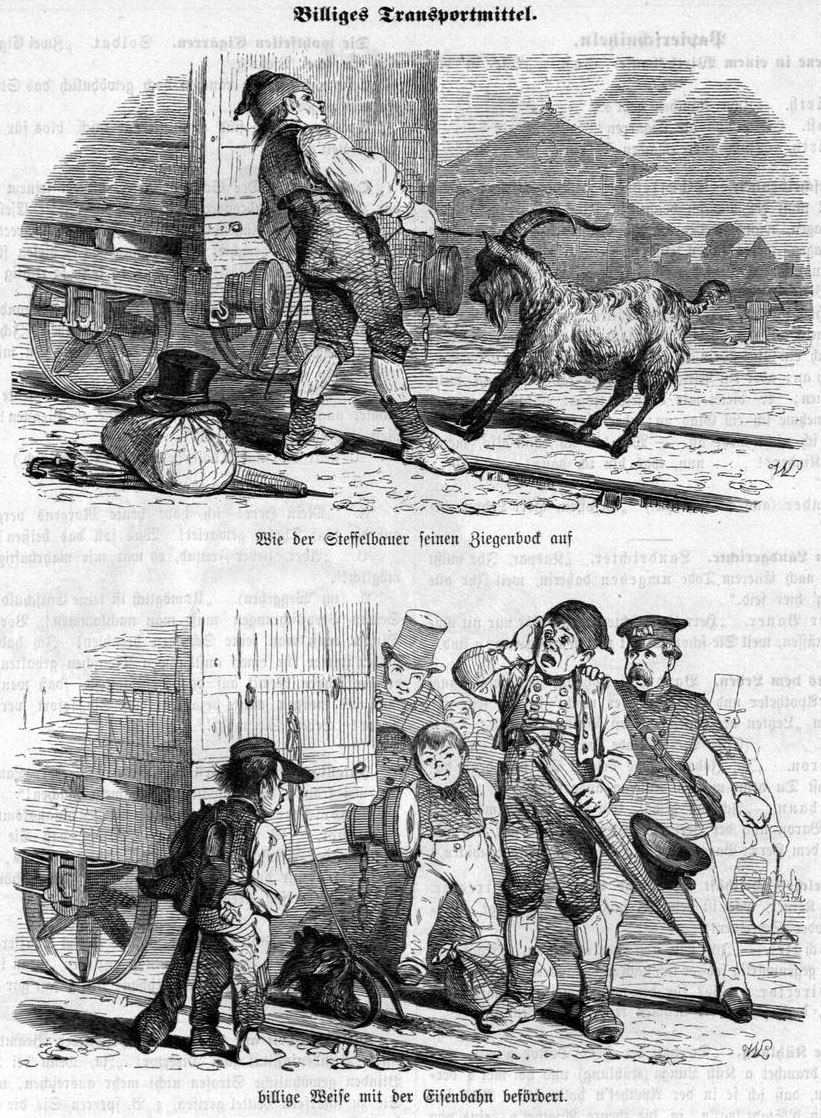
Darstellung in den Fliegenden Blättern 1853

Auf de schwäbsche Eisebahne ist ein Volkslied aus Württemberg.

## Geschichte
Die erstmalige Veröffentlichung des Liedtextes ist nicht eindeutig belegt. Oft wird als Quelle ein Tübinger Kommersbuch von 1853 genannt, das in dieser Form wohl nicht existierte. In einem Tübinger Kommersbuch findet sich das Lied erst ab 1894, in anderen Liedsammlungen bereits ab 1888. Auch wenn es keine Belege für die Abfassung um 1853 gibt, so weist die Karikatur „Billiges Transportmittel“ in den Fliegenden Blättern dieses Jahres zumindest auf ein Vorhandensein des Themas hin. 

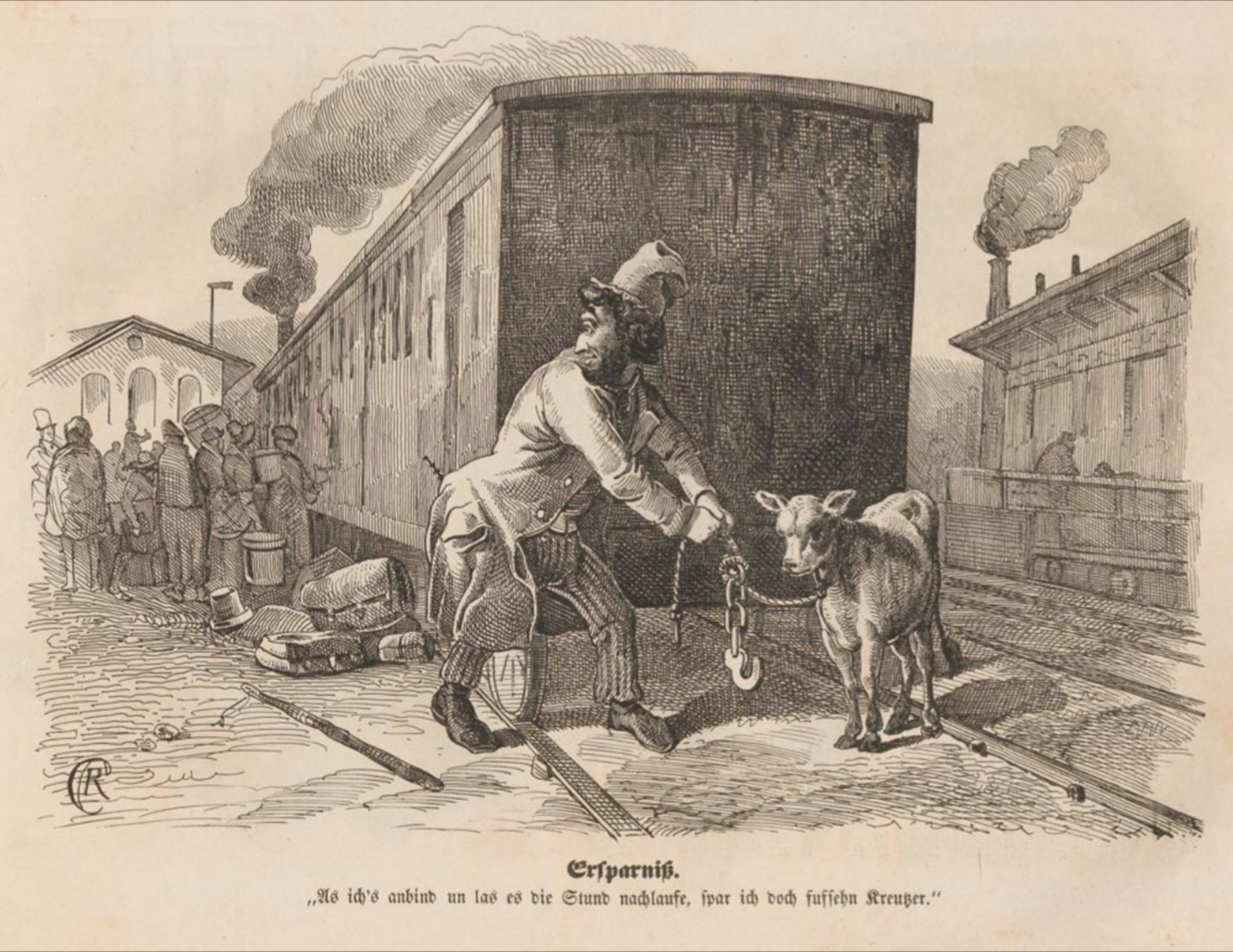
Karikatur von Carl Reinhardt in den Düsseldorfer Monatheften, 1851: Ein Viehhändler bindet ein Kalb hinten an einen Eisenbahnwagen, um die Transportkosten zu sparen.

1851 erschien in den Düsseldorfer Monatheften bereits die Karikatur eines Mannes mit jiddischem Akzent (vermutlich als jüdischer Viehhändler zu verstehen), der ein Kalb hinten an einen Zug anbindet, um die Transportkosten zu sparen. Die zahlreichen Textvarianten weisen zudem auf eine längere mündliche Tradition hin. Die durchgehende Eröffnung der ersten württembergischen Eisenbahnstrecke von Heilbronn über Stuttgart und Ulm nach Friedrichshafen (Nord-, Ost- und Südbahn) fand 1850 statt. Eine Entstehung zuvor kann als unwahrscheinlich angenommen werden. Die Melodie entstammt einem Basler Soldatenlied aus der Zeit um 1850.

## Liedtext
Es gibt zahlreiche Varianten des Textes. So liegen dem Deutschen Volksliedarchiv in Freiburg im Breisgau rund einhundert verschiedene gedruckte Fassungen und Aufzeichnungen aus mündlicher Überlieferung mit bis zu 27 Strophen vor. Die wohl bekannteste Version handelt von einem Bauern, der seinen Geißbock – wie von früheren Reisen mit dem Ochsenkarren gewohnt – an den Eisenbahnwagen bindet, damit das Tier dem fahrenden Wagen hinterherlaufe, am nächsten Haltepunkt jedoch nur noch den abgetrennten Kopf des Tieres vorfindet und diesen voll Zorn dem Kondukteur nachwirft; der Spott des Liedes richtet sich also gegen die Ignoranz des hinterwäldlerischen Bauern. Dieses Motiv erschien 1853 fast gleichzeitig mit dem Lied in einer Ausgabe der Fliegenden Blätter, dort wird aber dem Bauern unvernünftiger Geiz als Motiv unterstellt.

Die im Refrain

„Trulla, trulla, trullalla
trulla, trulla, trulla la,
Schtuegert, Ulm und Biberach
Meckebeure, Durlesbach.“

 besungenen Bahnhöfe in Stuttgart, Ulm, Biberach, Meckenbeuren und Durlesbach entlang der Ost- und Südbahn stehen zugunsten des Reims nicht in der geografisch richtigen Reihenfolge, da Durlesbach vor Meckenbeuren liegt; allerdings sind sie im Lied ihrer Größe und Bedeutung nach geordnet. Der Bahnhof Durlesbach wurde einst für das abseits der Südbahn gelegene Bad Waldsee eröffnet und 1984 stillgelegt.
Auch außerhalb Württembergs wurde das Lied adaptiert, so zum Beispiel anlässlich der Eröffnung eines neuen Haltepunktes an der Scheldetalbahn im Hessischen Hinterland (siehe „Bei der grinnsche Eisebahne“).

## Melodie
Worte und Weise: Volkslied aus Schwaben um 1853

## Denkmäler

### Durlesbach

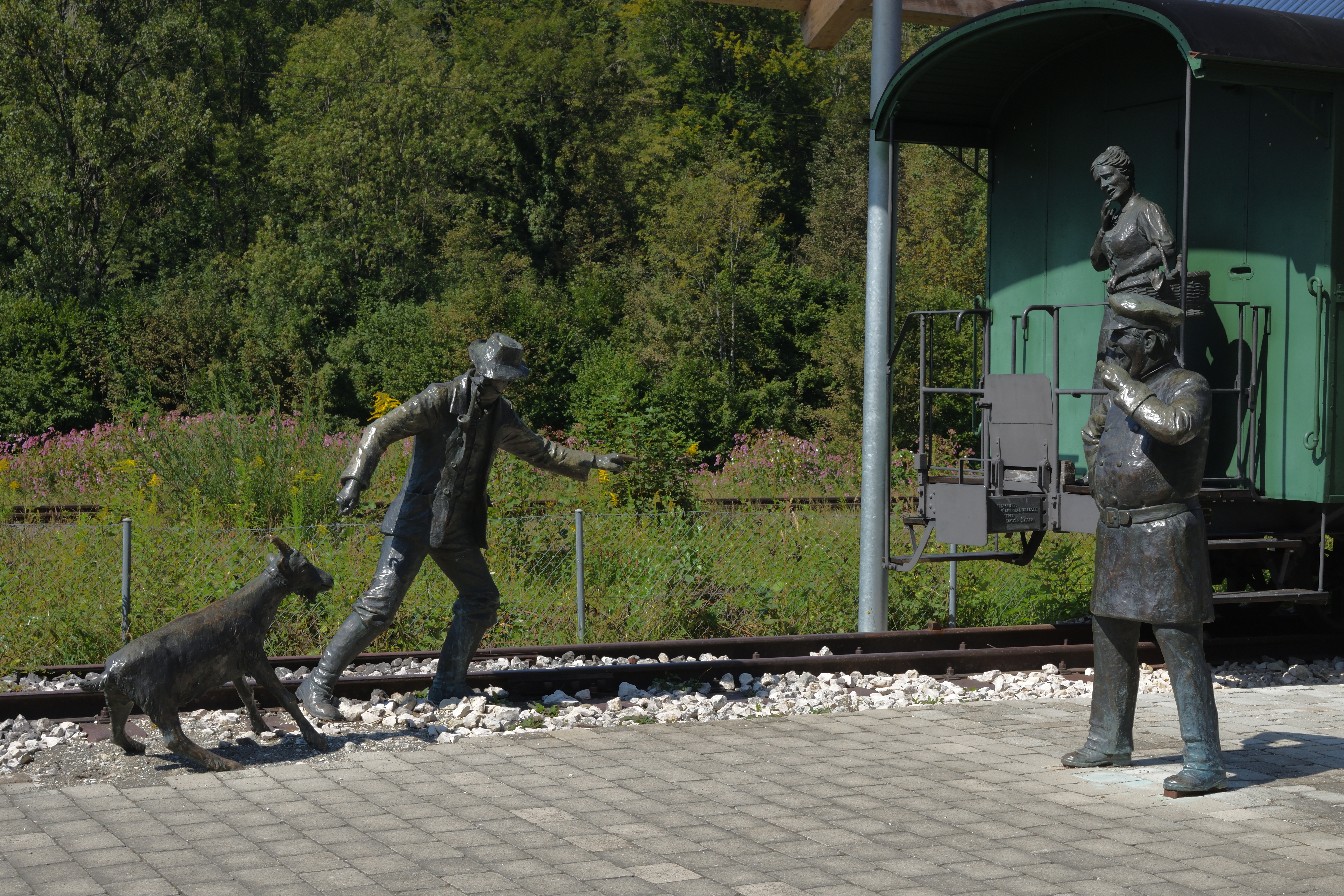
Denkmal am Bahnhof Durlesbach

Am ehemaligen Bahnhof Durlesbach wird auf einem Abstellgleis anhand einer echten Dampflok und zweier Eisenbahnwagen das im Volkslied beschriebene Geschehen mit Bronzefiguren illustriert: Ein Bauer bindet einen Geißbock an den Zug und wird dabei vom Konduktör (Schaffner) und der Bäuerin beobachtet. Die Figuren wurden von dem aus Bad Waldsee stammenden Bildhauer René Auer geschaffen und von der Firma Strassacker in Süßen gegossen.

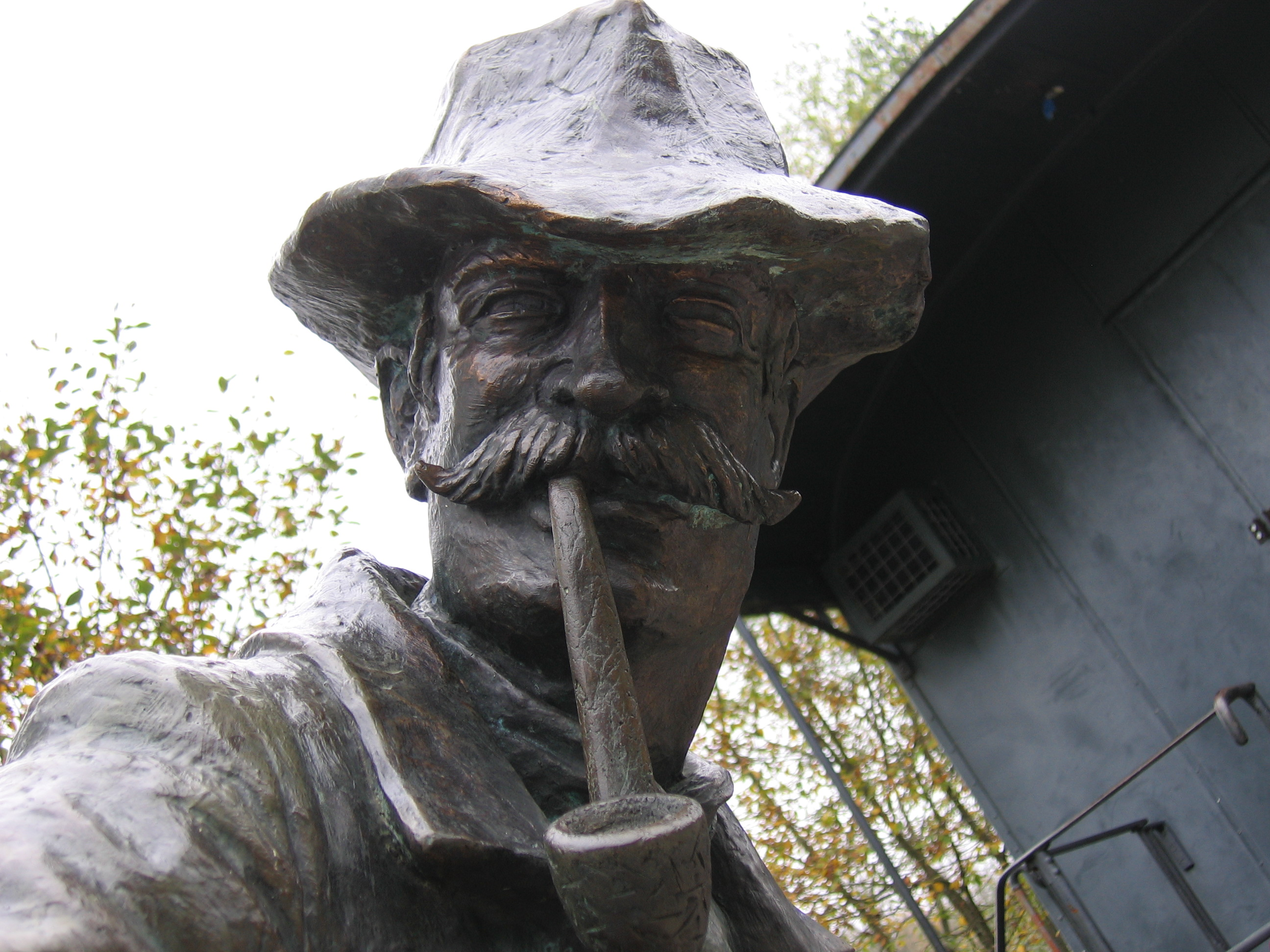
„’s Bäurle“
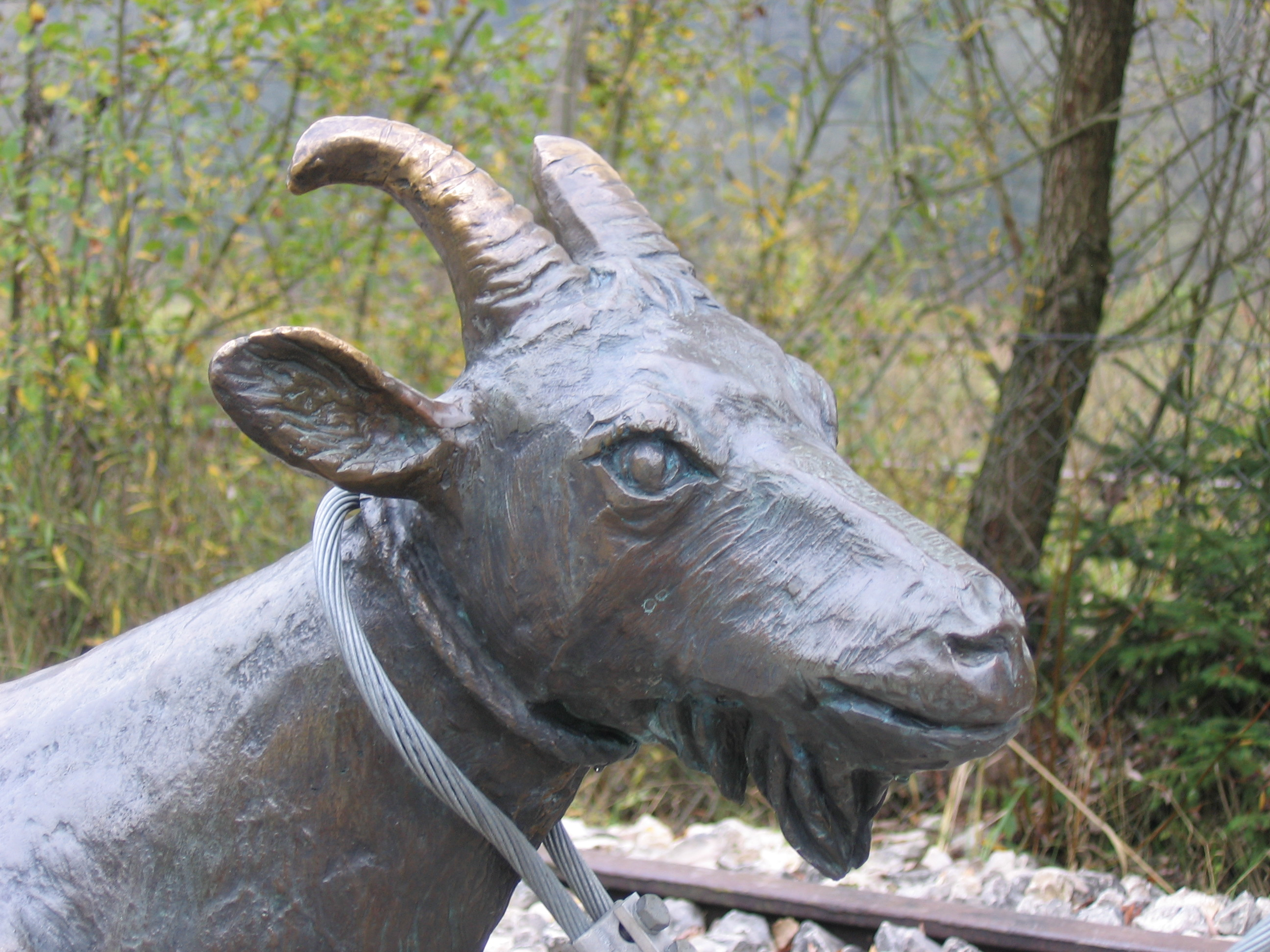
„Geißbock“ (vor Abfahrt)
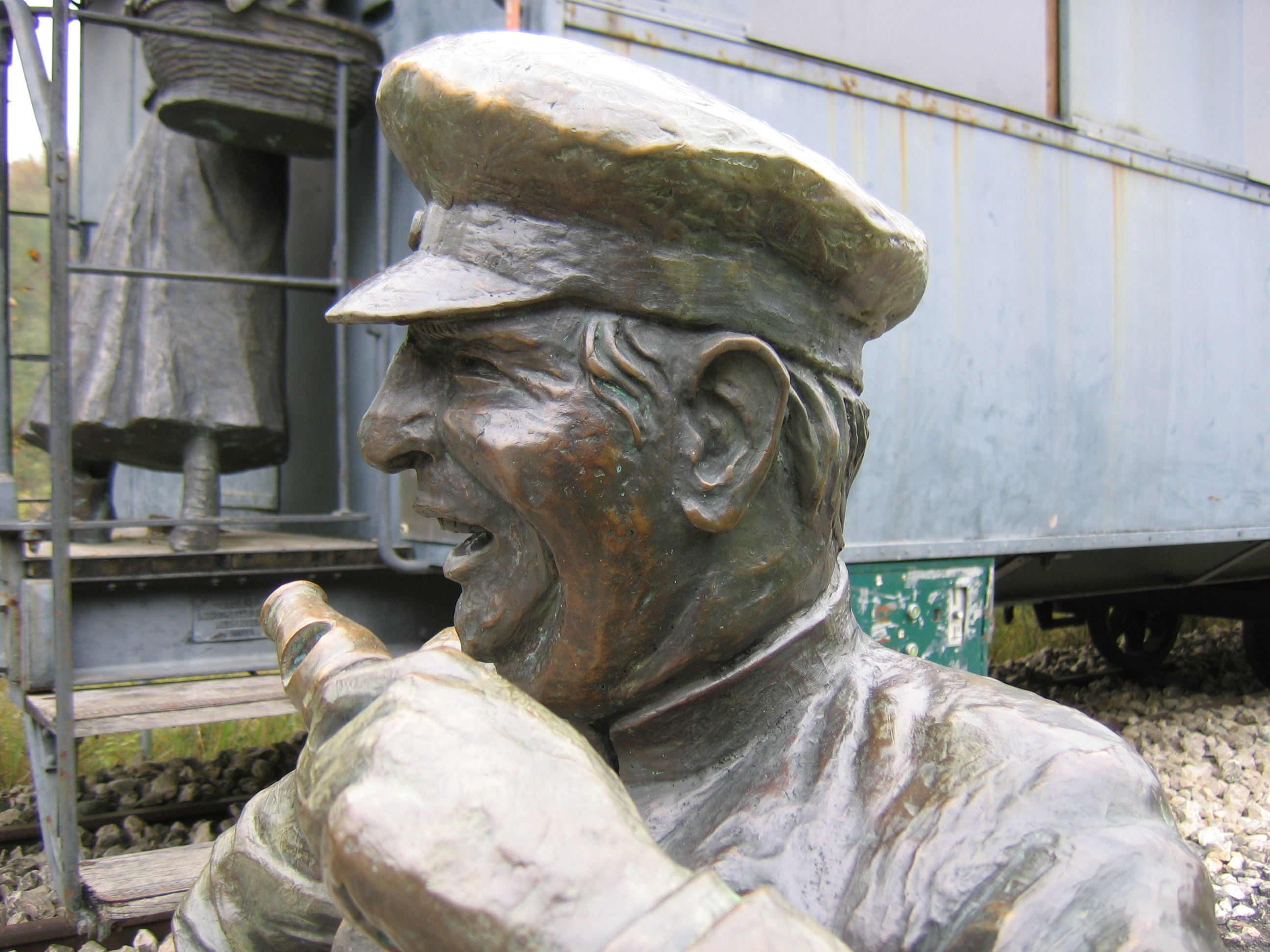
„Konduktör“
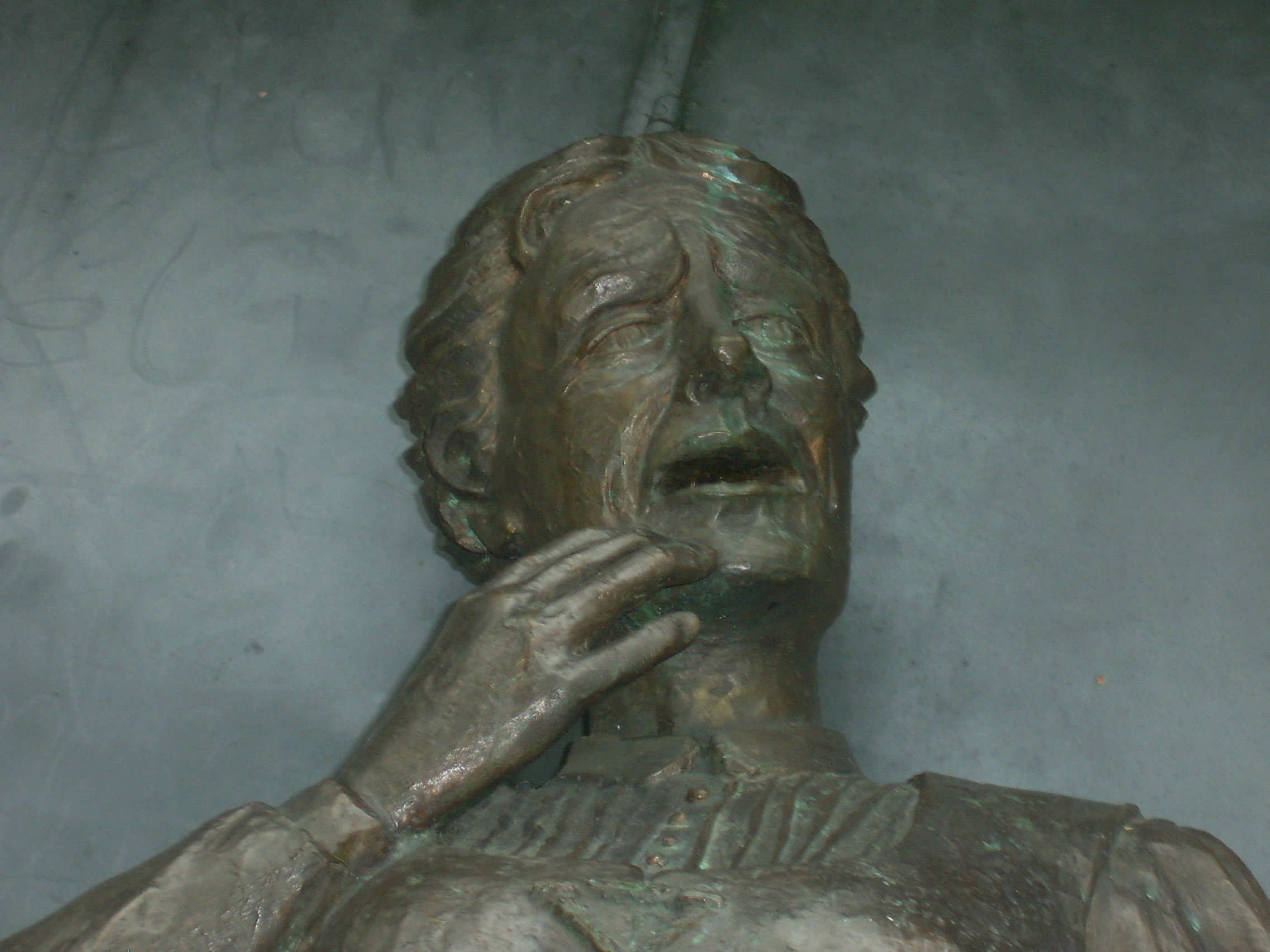
„’s Weible“

### Meckenbeuren

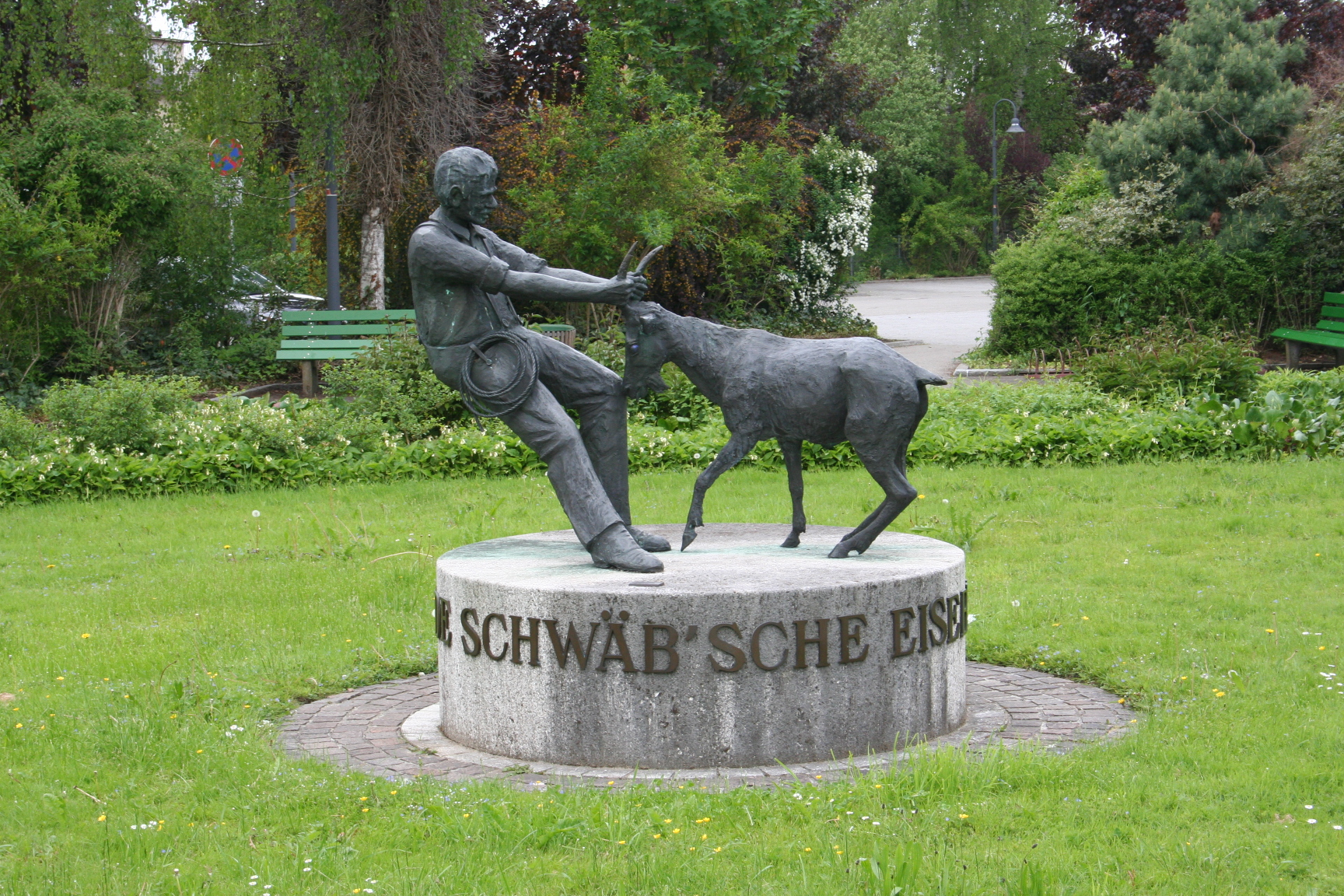
Denkmal in Meckenbeuren

Das Meckenbeurer Denkmal an der Ecke Bahnhof-/Ravensburger Straße zeigt das Bäuerle, seinen Ziegenbock bei den Hörnern packend, auf einem Betonsockel, der mit der Aufschrift „AUF DE SCHWÄB’SCHE EISEBAHNE“ versehen ist. Das vom Friedrichshafener Bildhauer Ingo Koblischek geschaffene und in Bronze gegossene Paar wurde während des Meckenbeurer Bahnhofsfestes im Jahr 1986 enthüllt.

## Rezeption

Logo der Bodensee-Oberschwaben-Bahn

Die Bodensee-Oberschwaben-Bahn, die die Verbindung Aulendorf–Friedrichshafen bedient, hat einen Ziegenkopf als Logo. Deren Züge werden auch „Geißbockbahn“ genannt.
Im Film Der Schuh des Manitu ist das Lied kurz zu hören – die Indianer stimmen es an, als sie mit der Draisine fahren.

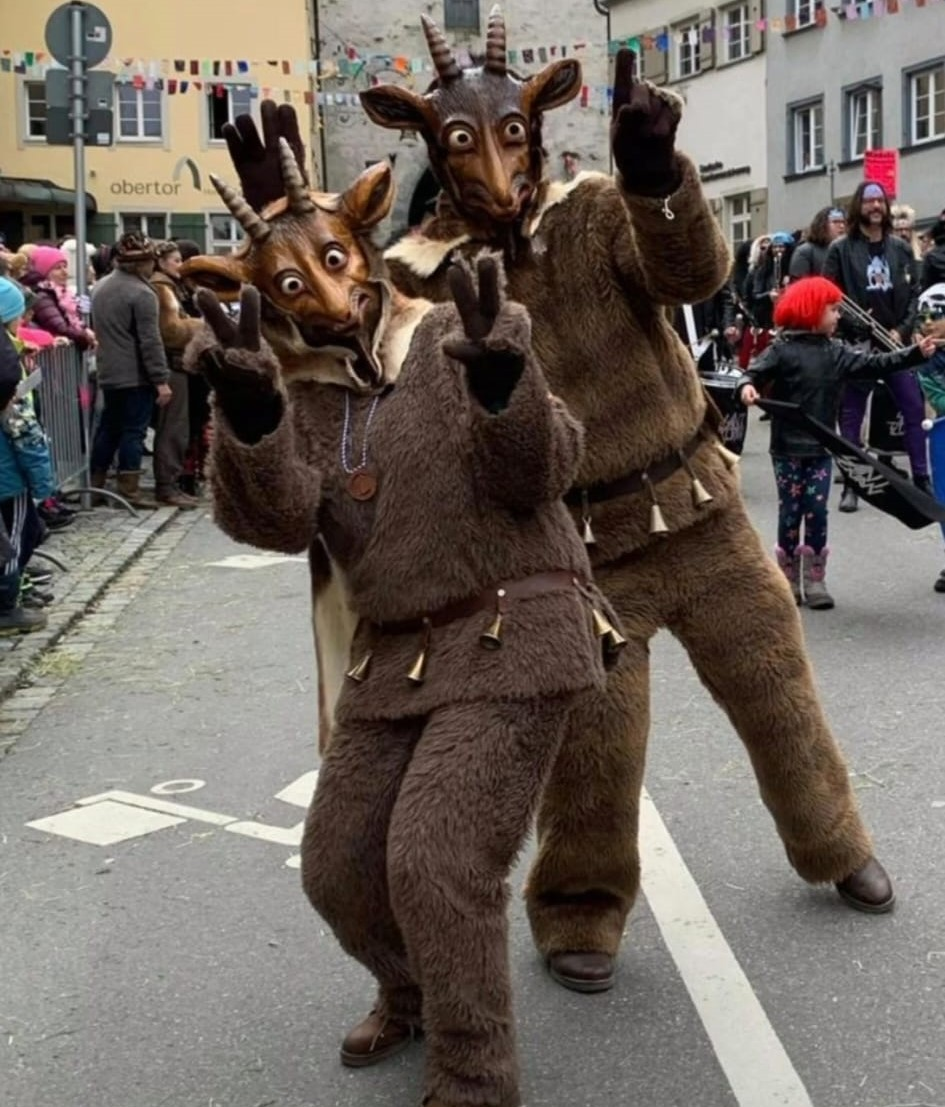
Ziegengruppe der Narrengilde Reute

Die Narrengilde Reute hat in Anlehnung an den zu Reute gehörenden Bahnhof Durlesbach Ziegen als Maskengruppe.
Im Erlebnispark Tripsdrill wurde 2020 die Familienachterbahn „Volldampf“ eröffnet. Bei dieser wird das Lied in der Station gespielt und am letzten Waggon des Zugs befindet sich eine Figur des Geißbocks.
Im Jahr 2007 veröffentlichte der österreichische Partyschlagersänger und DJ Chriss Tuxi den Song Da Wo Meine Leber War, der sich an der Melodie von Auf de schwäbsche Eisebahne orientiert.